# نور الدين ديوة
نور الدين بن يحيى (26 فبراير 1937 – 20 أبريل 2020)، المعروف باسم نور الدين ديوة، كان لاعب كرة قدم تونسي محترف مثّل منتخب تونس في 23 مباراة دولية. لعب ديوة في مركز المهاجم.

## الحياة الشخصية والوفاة
وُلد ديوة في 26 فبراير 1937 في تونس، تونس. كان اسمه عند الولادة نور الدين بن يحيى. أُطلق عليه لقب "ديوة" كتحريف لكلمة "دوى" باللهجة التونسية والتي تعني "روح الهواية". أُعطي هذا اللقب من قبل مؤسس نادي النادي الرياضي الصفاقسي حمادي بن سالم. كما كان يُلقب بـ"كوپا التونسي"، وأطلقت عليه الصحيفة الفرنسية ليكيب (صحيفة) لقب "كوپا الصغير" (Petit Kopa)، في إشارة إلى لاعب ريال مدريد ريمون كوبا. توفي ديوة في 20 أبريل 2020 عن عمر يناهز 83 عامًا، ودُفن في اليوم التالي في مقبرة الجلاز في تونس.

## المسيرة المهنية
في فئته العمرية الصغرى، لعب ديوة لفريق الناشئين لنادي الترجي، ولاحقًا لفريق الناشئين لنادي النادي الرياضي الصفاقسي. فاز بدوري الناشئين عامي 1952 و1953 مع النادي الصفاقسي. بين عامي 1955 و1962، لعب ديوة مع الفريق الأول للنادي الصفاقسي لمدة سبعة مواسم، حيث خاض 144 مباراة وسجل 96 هدفًا. ساهم في تأهل النادي الصفاقسي إلى الدوري التونسي الوطني، مسجلاً أربعة أهداف في تصفيات الصعود. كان جزءًا من فريق النادي الصفاقسي الذي فاز ببطولة الدوري التونسي لموسم 1956–57، وبطولتي الدوري الوطني في موسمي 1960–61 و1961–62. كما فاز بأربعة ألقاب لكأس تونس مع النادي الصفاقسي، في أعوام 1956 و1958 و1960 و1962. وسجل أهدافًا في جميع بطولات كأس تونس الأربع.
في عام 1957، كان مهتمًا باللعب لنادي لوهافر الفرنسي، لكنه لم ينتقل إليه. لعب ديوة لفريق ليموج بين عامي 1962 و1968، ليصبح بذلك من أوائل اللاعبين التونسيين الذين لعبوا في الخارج. في عام 1963، سجل هدفين مع ليموج في ربع نهائي كأس فرنسا ضد نادي ستاد ريمس، في مباراة خسرها فريقه 4–3 بعد الوقت الإضافي.
في عام 1968، عاد ديوة إلى تونس للعب مع نادي الترجي، ولعب معهم لمدة موسمين. خلال تلك الفترة، فاز بلقب الدوري التونسي لموسم 1969–70، وكان جزءًا من فريق الترجي الذي خسر نهائي كأس تونس 1969 أمام النادي الإفريقي.
خاض ديوة 23 مباراة مع منتخب تونس بين عامي 1956 و1969. كما مثل تونس في دورة الألعاب الأولمبية الصيفية 1960 في روما، إيطاليا. وكانت هذه أول مشاركة لتونس في مسابقة كرة القدم بالأولمبياد. لعب في مباريات الدور الأول ضد بولندا والأرجنتين والدنمارك.
بعد اعتزاله اللعب، عمل ديوة مدربًا في نادي جربة عام 1972، والترجي عام 1974، والشابة من 1978 إلى 1980، والنادي الصفاقسي عام 1981.

## الألقاب
النادي الصفاقسي
- الدوري التونسي الممتاز: 1956–57،[9] 1960–61،[6] 1961–62[6]
- كأس تونس: 1956، 1958، 1960، 1962[6]

الترجي الرياضي التونسي
- الدوري التونسي الممتاز: 1969–70[6]
- كأس تونس: الوصيف 1969[11]